# Cryptochironomus pumilio
Cryptochironomus pumilio är en tvåvingeart som först beskrevs av Jean-Jacques Kieffer 1923.  Cryptochironomus pumilio ingår i släktet Cryptochironomus och familjen fjädermyggor.
Artens utbredningsområde är Sudan. Inga underarter finns listade i Catalogue of Life.